# Nida Üstündağ
Nida Eliz Üstündağ (ur. 21 października 1996 w Çanakkale) – turecka pływaczka specjalizująca się w stylu motylkowym, uczestniczka igrzysk olimpijskich w 2016 roku. 

## Kariera
Ukończyła Ankara Atatürk High School, po czy udała się na Uniwersytet Başkent, aby studiować psychologię. Jej pierwszą imprezą światową były Igrzyska Olimpijskie Młodzieży w 2014 roku. Podczas mistrzostw Europy w 2016 roku zajęła 44. miejsce w wyścigu na 50 metrów. Uczestniczyła także w wyścigu na 200 metrów stylem motylkowym podczas igrzysk olimpijskich w Rio de Janeiro, podczas których z czasem 2:10,02 w eliminacjach zajęła 22. miejsce. 